# Suore francescane di Nostra Signora del Buon Soccorso
Le Suore Francescane di Nostra Signora del Buon Soccorso (in inglese Franciscan Sisters of Notre Dame de Bon Secours of Madras; sigla F.B.S.) sono un istituto religioso femminile di diritto pontificio.

## Storia
La congregazione, composta da suore autoctone, fu fondata in India dal missionario francese Julien-Charles Lehodey, M.E.P., e fu approvata nel settembre 1858 da Clément Bonnand, vicario apostolico di Pondicherry.
Nel 1894 Henrique José Reed da Silva, vescovo di São Tomé di Meliapore, fece trasferire nella sua diocesi le ultime suore della congregazione e affidò loro la formazione cristiana della gioventù femminile. Le francescane di Nostra Signora del Buon Soccorso sono aggregate all'Ordine dei Frati Minori dal 30 gennaio 1929.

## Attività e diffusione
Le suore si dedicano all'istruzione e all'educazione religiosa della gioventù, all'assistenza a orfani, disabili, anziani e ammalati e ad altre attività caritative.
Sono presenti in India e, con qualche comunità, in Francia, Germania e Italia; la sede generalizia è a Chennai.
Nel 2013 la congregazione contava 893 religiose in 129 case.